# 佩氏瘤甲鯰
佩氏瘤甲鯰，為輻鰭魚綱鯰形目甲鯰科的其中一種，為熱帶淡水魚，分布於南美洲委內瑞拉馬拉開波湖的Palmar 及Socuy河流域，體長可達12.7公分，棲息在礫石底質的溪流底層水域，生活習性不明。

## 扩展阅读
維基物種上的相關：佩氏瘤甲鯰